# Август Леопольд Крелле
Август Леопольд Крелле (нім. August Leopold Crelle; 1780—1855) — німецький математик та архітектор.
Крелле був самоукою, проте став членом Берлінської академії наук. Особливо відомий він як засновник (1828) математичного журналу Journal für die reine und angewandte Mathematik (Журнал чистої та прикладної математики), який був відомий під коротким неофіційним ім'ям Журнал Крелле. Крелле заснував також Journal für Baukunst (1828—1851).

## Головні праці
Theorie des Windstosses, Versuch einer rein algebr. Darstellung d. Rechnung mit veränderlicher Grösse", «Sammlung mathem. Aufsätze, Theorie der analytischen Fakultäten, Encyklopäd. Darstellung d. Theorie d. Zahlen» та підручники з арифметики, алгебри, геометрії та геодезії.